# Flemløse Sogn
Flemløse Sogn ist eine Kirchspielsgemeinde (dän.: Sogn)
auf der Insel Fyn (dt.: Fünen)
im südlichen Dänemark. Bis 1970 gehörte sie zur Harde Båg Herred im damaligen Odense Amt, danach zur Glamsbjerg Kommune im
Fyns Amt, die im Zuge der  Kommunalreform zum 1. Januar 2007 in der
Assens Kommune in der Region Syddanmark aufgegangen ist.
Im Kirchspiel leben 1018 Einwohner, davon 577 im Kirchdorf (Stand: 1. Januar 2023).
Im Kirchspiel liegt die Kirche „Flemløse Kirke“.
Nachbargemeinden sind im Norden Søllested Sogn, im Osten Køng Sogn, im Südosten Hårby Sogn, im Südwesten Dreslette Sogn und im Westen Sønderby Sogn, Kærum Sogn und Søby Sogn.

## Persönlichkeiten
- Rasmus Hansen (1885–1967), Turner